# Кнеппельхут, Иоанн
Иоанн (Йоханнес) Кнеппельхут (нидерл. Johannes Kneppelhout, МФА: [joːˈɦɑnəs ˈknɛpəlˌɦʌut]; 8 января 1814 — 8 ноября 1885) — нидерландский писатель. Родился в Лейдене, изучал право в Лейденском университете. Наибольшую известность приобрел очерками университетской жизни: «Студенческие типы» (нидерл. «Studententypen», 1841) и «Жизнь студентов» (нидерл. «Studentenleven», 1844), изданными под псевдонимом Кликспаан (нидерл. Klikspaan). Кнеппельхуту принадлежат также несколько книг рассказов, книга о Ламартине.